# Time's Up (organizzazione)
Time's Up è un'organizzazione a difesa delle vittime di molestie sessuali, fondata il 1º gennaio 2018 da diverse celebrità hollywoodiane, nata in risposta al caso Harvey Weinstein e al movimento Me Too.

## Storia
A novembre del 2017, la Alianza Nacional de Campesinas scrisse una lettera di solidarietà alle donne del panorama hollywoodiano che si sono esposte denunciando abusi sessuali subiti dal produttore Harvey Weinstein. La lettera, pubblicata sul Time, descrive vicende di abuso e molestia subite da donne contadine. La lettera riporta che è stata scritta a nome di circa settecentomila donne che lavorano come contadine negli Stati Uniti.
In parte in risposta, Time's Up fu annunciato sul New York Times il 1º gennaio 2018. L'annuncio citò la lettera di supporto dell'Alianza Nacional de Campesinas, il desiderio di sostenere donne, uomini, persone di colore e la comunità di LGBT che hanno meno accesso alle piattaforme social e dei fondi per sensibilizzare riguardo alle violenze. Dalla fondazione dell'organizzazione, sono state annunciate le seguenti iniziative:
- Un fondo per difese legali di 13 milioni di dollari, amministrato dal National Women's Law Center, un'organizzazione no-profit che ha come scopo l'emancipazione femminile, per sostenere donne con basso reddito a ottenere giustizia a fronte di molestie sessuali e violenze sul posto di lavoro.
- Sostegno nell'istituzione di norme per sanzionare le imprese che tollerano molestie persistenti.
- Un movimento per raggiungere la parità di genere nelle case di produzione e nelle agenzie di spettacolo.
- Invito alle donne che saliranno sul red carpet ai 75esimi Golden Globe, di vestire in nero per denunciare molestie e abusi.

Mark Wahlberg e la William Morris Endeavor, la sua agenzia di talenti, hanno donato più di due milioni di dollari a Time's Up a inizio gennaio 2018 in nome di Michelle Williams, coprotagonista con Wahlberg in Tutti i soldi del mondo. Questo perché fu rivelato che la Williams, che è rappresentata dalla stessa agenzia, ricevette ottocento dollari per i dieci giorni impiegati a rigirare certe scene del film, mentre Wahlberg ricevette un milione cinquecentomila per gli stessi dieci giorni di lavoro.